# Sexografen
Sexografen (Sexografen Bio Galax) var en biograf på Andra Långgatan 53 i Göteborg och drevs av Rune Ljungberg 1969–1985.